# Wills Hill, 1. markýz z Downshire
Wills (William) Hill, 1. markýz z Downshire (Wills Hill, 1st Marquess of Downshire, 1st Earl of Hillsborough, 2nd Viscount Hillsborough, 1st Viscount Kilwarlin, 1st Viscount Fairford, 1st Baron Harwich) (30. května 1718, North Aston Hall, Anglie – 7. října 1793, Hillsborough Castle, Irsko) byl britský státník. Patřil ke šlechtické rodině, původně byl poslancem Dolní sněmovny, od mládí patřil k významným osobnostem v Irsku, kde vlastnil statky. Politicky náležel k toryům a zastával hodnosti u královského dvora, několik let byl ministrem obchodu a ministrem kolonií, z této doby pochází pojmenování několika lokalit v severní Americe na jeho počest. Během své politické dráhy získal několik šlechtických titulů, nakonec byl povýšen na markýze z Downshire (1789).

## Kariéra

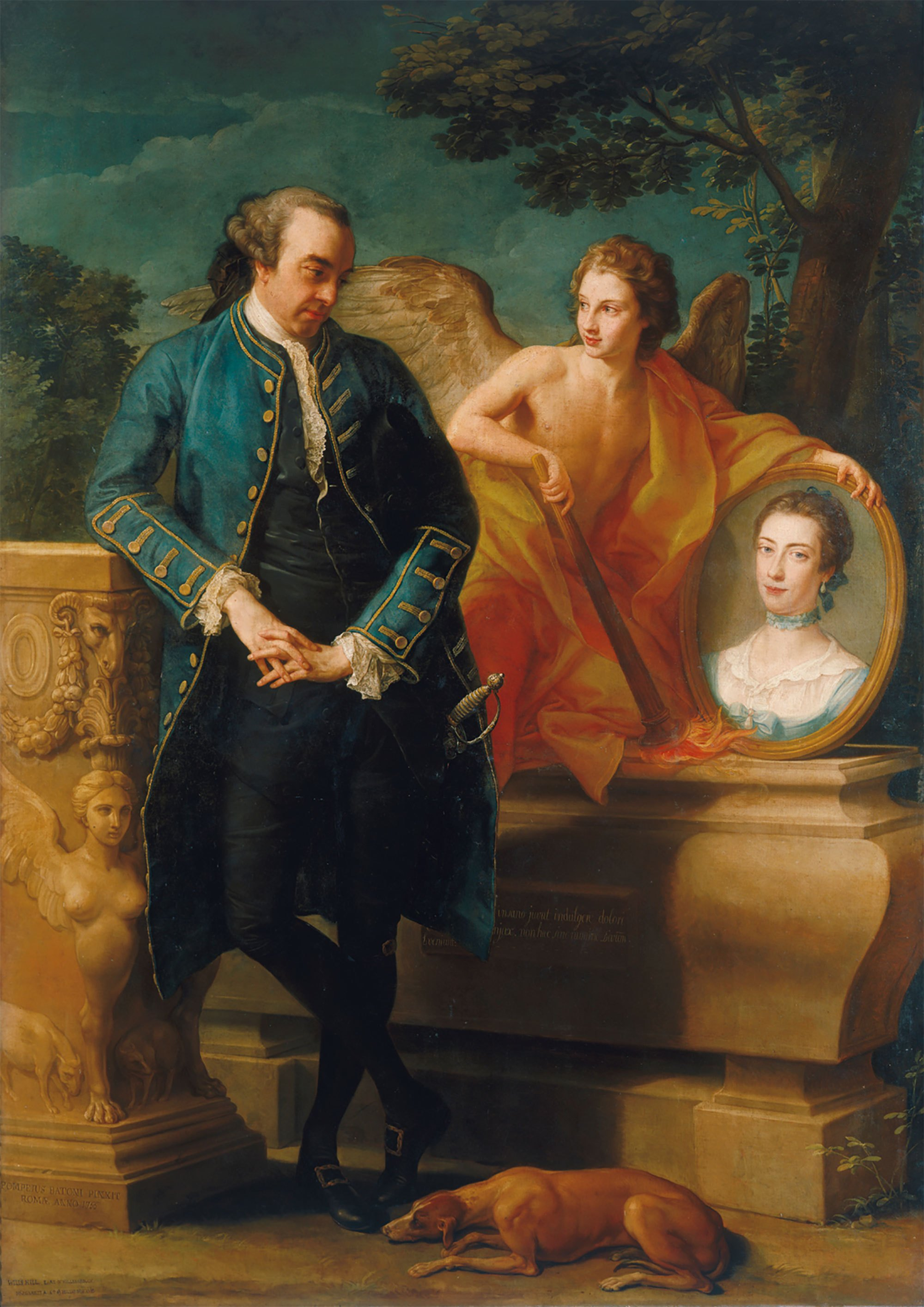
1. markýz z Downshire s portrétem své první předčasně zemřelé manželky Margaret Fitzgerald (1767)

Pocházel ze starobylého rodu usazeného v Irsku, byl synem Thomase Hilla, 1. vikomta Hillsborougha (1693-1742), narodil se na zámku North Aston Hall (Oxfordshire), který byl krátce v majetku jeho otce. V letech 1741-1756 byl členem Dolní sněmovny, mezitím v roce 1742 po otci zdědil titul vikomta s irským peerstvím, zastával úřad místodržitele v hrabství Downshire (1742-1793) a od roku 1746 byl členem irské Tajné rady. V roce 1751 získal irský titul hraběte z Hillsborough a v roce 1756 s titulem barona Harwiche vstoupil do britské Sněmovny lordů. Mezitím se uplatnil ve vysokých dvorských úřadech, byl finančním inspektorem královského dvora (1754-1756) a pokladníkem v úřadu nejvyššího komořího (1755-1756). V letech 1763-1765 byl prezidentem úřadu pro obchod, pak generálním poštmistrem (1765-1766). Jako první zastával nově zřízený úřad ministra kolonií (1768-1772), souběžně byl znovu prezidentem obchodního úřadu (1768-1772). V roce 1772 byl povýšen na hraběte z Hillsboroughu a nakonec byl státním sekretářem vnitra (1779-1782). Patřil k oporám politiky toryů, i když současníci mu vyčítali nedostatek státnických schopností. Odporoval snahám amerických kolonií o nezávislost, v anglicko-irských vztazích byl stoupencem usmíření a unie, která vznikla až počátkem 19. století. Po pádu vlády lorda Northa a reorganizaci státní správy v roce 1782 odešel do ústraní, v roce 1789 získal titul markýze.
Z doby jeho působení v čele ministerstva obchodu a kolonií pochází několik pojmenování lokalit v Severní Americe. Ve Spojených státech nesou název Hillsborough County dvě správní jednotky v New Hampshire a Severní Karolíně. V obou státech se nacházejí také města stejného názvu Hillsborough pojmenovaná taktéž po 1. hrabě z Hillsborough. Největší město s názvem Hillsborough se nachází ve státě New Jersey. Je po něm pojmenován také záliv Hillsborough Bay na Ostrově prince Edvarda v Kanadě.

## Rodina
Jeho první manželkou byla od roku 1747 Margaret Fitzgerald (1729-1766), sestra 1. vévody z Leinsteru, která do manželství přinesla věnem 20 000 liber. Podruhé se oženil v roce 1768 s Mary Stawell (1725-1780), vdovou po ministru financí Henrym Bilson-Legge. Z prvního manželství pocházely čtyři děti, starší syn Marcus Hill, vikomt Kilwarlin (1752-1756), zemřel v dětství, dědicem titulů se stal mladší syn Arthur Hill, 2. markýz z Downshire (1753-1801). Dcera Emily (1750-1785) byla manželkou 1. markýze ze Salisbury, další dcera Charlotte (1754-1804) se provdala za 1. hraběte Talbota.
Hlavním rodovým sídlem byl zámek Hillsborough Castle (Downshire, který dnes slouží jako oficiální sídlo královské rodiny v Severním Irsku.